# In Memory
In Memory är  en EP av det amerikanska progressiv metal-bandet Nevermore, utgiven 28 maj 1996 av skivbolaget Century Media Records. EP:n producerades av Neil Kernon. Den återutgavs 2006 med bonusspår.

## Låtlista
1. "Optimist or Pessimist" – 3:38
2. "Matricide" – 5:21
3. "In Memory" – 7:05
4. "Silent Hedges" / "Double Dare" (Bauhaus-cover, medley) – 4:42
5. "The Sorrowed Man" – 5:25

Text: Warrel Dane (spår 1–3, 5), Peter Murphy (spår 4)
Musik: Jeff Loomis (spår 1–3, 5), Bauhaus (spår 4)

## Medverkande
Nevermore
- Warrel Dane – sång
- Jeff Loomis – gitarr
- Jim Sheppard – basgitarr
- Van Williams – trummor
- Pat O'Brien – gitarr

Produktion
- Neil Kernon – producent, ljudtekniker, ljudmix
- Robert Manning, Bobby Torres, Mike Lose – assisterande ljudtekniker